# Sthelota
Sthelota Simon, 1894 è un genere di ragni appartenente alla famiglia Linyphiidae.

## Distribuzione
Le due specie oggi note di questo genere sono state reperite in America centrale (Panama e Guatemala).

## Tassonomia
Dal 1903 non sono stati esaminati esemplari di questo genere.
A dicembre 2012, si compone di due specie:
- Sthelota albonotata (Keyserling, 1886)[3][4] — Panama
- Sthelota sana (O. P.-Cambridge, 1898) — Guatemala

### Specie trasferite
- Sthelota phoenicea (O. P.-Cambridge, 1894); trasferita al genere Tutaibo Chamberlin, 1916, a seguito di un lavoro di Millidge del 1991[1].